# 302 Klarisa
302 Klarisa (mednarodno ime je  302 Clarissa) je asteroid tipa F (po Tholenu) v glavnem asteroidnem pasu. 

## Odkritje
Asteroid je odkril francoski astronom Auguste Charlois ( 1864 – 1910) 14. novembra 1890 v Nici.. 

## Lastnosti
Asteroid Klarisa obkroži Sonce v 3,73 letih. Njegova tirnica ima izsrednost 0,112, nagnjena pa je za 3,413° proti ekliptiki. Njegov premer je 38,53 km, okoli svoje osi se zavrti v  14,381 h .